# Ecphora gardnerae
Ecphora gardnerae là một loài ốc biển săn mồi, động vật thân mềm chân bụng sống ở biển trong họ Muricidae, họ ốc gai.
Loài ốc biển ăn thịt lớn sống ở thế Miocene và đã tuyệt chủng hơn 5 triệu năm trước đây. Các vỏ được tìm thấy là hóa thạch ở Maryland và Virginia.

## Phụ loài
Phân loài bao gồm:
- Ecphora gardnerae gardnerae, phân loài đề cử.